# Rose Kennedy (chanson)
Cet article concerne la chanson de Benjamin Biolay. Pour l'album du même chanteur, voir Rose Kennedy.
Pour les articles homonymes, voir Rose Fitzgerald Kennedy.
Rose Kennedy est une chanson de Benjamin Biolay, sur l'album du même titre.